# Milleriinae
Milleriinae Benth., 1873 è una sottotribù di piante spermatofite dicotiledoni appartenenti alla famiglia Asteraceae (sottofamiglia Asteroideae, tribù Millerieae).

## Etimologia
Il nome della sottotribù deriva dal suo genere più importante Milleria  L., 1753  il cui nome è stato dato in ricordo di Philip Miller (1691–1771), curatore del "Chelsea Physic Garden" e autore del trattato "The Gardener's Dictionary (1731)". Il nome scientifico della sottotribù è stato definito per la prima volta dal botanico inglese George Bentham (22 settembre 1800 – 10 settembre 1884) nella pubblicazione "Genera Plantarum ad exemplaria imprimis in herbariis Kewensibus - 2(1): 166, 190. 1873" del 1873.

## Descrizione
Le specie di questa sottotribù sono delle erbe annuali o perenni, ma anche degli arbusti e in qualche caso dei piccoli alberi. L'altezza varia a seconda dell'habitus: da 20 a 200 cm (massimo 5 metri per le specie tipo albero).
Le foglie lungo il caule sono disposte in modo opposto (eventualmente sono alternate nella parte distale della pianta); possono essere sia sessili che picciolate. La lamina ha una forma da lineare a ampiamente ovata o rombica o lanceolata; in qualche specie sono del tipo pennatifido. La lamina può essere triplinervata, qualche volta pentanervata, raramente con nervature di tipo pennato. I margini sono interi o dentati. La superficie è glabra o pubescente anche per ghiandole punteggiate (almeno nella parte abassiale della foglia).
Le infiorescenze sono composte da capolini radiati (raramente discoidi), terminali e raggruppati in cime aperte o congestionate di tipo corimboso o panicolato; raramente i capolini sono solitari. I capolini normalmente sono formati da un involucro a forma da cilindrica a emisferica (o anche campanulata), composto da diverse squame (o brattee) disposte in modo embricato, al cui interno un ricettacolo fa da base ai fiori di due tipi: quelli esterni del raggio e quelli più interni del disco. Le squame da 10 a 13 sono persistenti e disposte su due serie. La serie più esterna dell'involucro è composte normalmente da 5 squame, ampie ed erette o ripiegate in avanti come un cappuccio oppure riflesse all'indietro; la superficie è da sparsamente a densamente ricoperta di ghiandole stipitate; la serie più interna è formata da squame erette, normalmente più piccole di quella esterna, e a consistenza da membranosa a scariosa. Il ricettacolo ha una forma da piatta a conica; normalmente è provvisto di pagliette a protezione della base dei fiori; le pagliette possono avere la forma di un cappuccio con lamina da oblunga a lanceolata, la superficie è da pubescente a variamente ghiandolosa; la consistenza può essere da membranosa a scariosa.
Formula fiorale: per queste piante viene indicata la seguente formula fiorale:
* K 0/5, C (5), A (5), G (2), infero, achenio
I fiori sono tetraciclici (a cinque verticilli: calice – corolla – androceo – gineceo) e pentameri (ogni verticillo ha 5 elementi).  I fiori del raggio ligulati, da 6 a 18, con apici a tre lobi e sono tutti femminili e fertili; in alcune specie la corolla è tubulosa e senza lobi; le corolle sono colorate di giallo, bianco o bianco sfumato con porpora (raramente sono rosse o completamente porpora). I fiori del disco, da 100 a 200 sono del tipo tubuloso, pentameri (raramente sono tetrameri), sono ermafroditi e fertili o funzionalmente maschili con corolle colorate di giallo o bianco-crema, in alcune specie sono colorati di porpora; i tubi sono più brevi delle gole (a forma da campanulata a imbuto), gli apici hanno 5 lobi da deltati a lanceolato-ovali. Il calice è ridotto ad una coroncina di squame.
L'androceo è formato da 5 stami con filamenti liberi e antere saldate in un manicotto circondante lo stilo. Le antere sono scure. Il tessuto dell'endotecio delle teche delle antere ha per lo più degli ispessimenti polari (raramente sono radiali).
Il gineceo ha un ovario uniloculare infero formato da due carpelli.. Lo stilo è unico e con due stigmi nella parte apicale. Gli stigmi dei fiori del disco sono fusi insieme oppure divergenti con superfici stigmatiche parallele; quelli dei fiori del raggio sono sempre divergenti. Le appendici sono da assenti a ben sviluppate con superficie papillosa.
I frutti sono degli acheni privi di pappo. La forma dell'achenio è compressa oppure obcompressa, può essere anche prismatica con 3 - 4 angoli; la superficie è nera e glabra (a volte lucente).

## Biologia
- Impollinazione: l'impollinazione avviene tramite insetti (impollinazione entomogama).
- Riproduzione: la fecondazione avviene fondamentalmente tramite l'impollinazione dei fiori (vedi sopra).
- Dispersione: i semi cadendo a terra sono successivamente dispersi soprattutto da insetti tipo formiche (disseminazione mirmecoria).

## Distribuzione e habitat
La distribuzione di questa sottotribù è prevalentemente centro-americana (soprattutto Messico) con un genere (Guizotia) in posizione isolata in Africa. Nella tabella sottostante è indicata la distribuzione specifica per ogni genere.

## Tassonomia
La famiglia di appartenenza della sottotribù (Asteraceae o Compositae, nomen conservandum) è la più numerosa del mondo vegetale e comprende oltre 23000 specie distribuite su 1535 generi (22750 specie e 1530 generi secondo altre fonti). La sottofamiglia (Asteroideae) è una delle 12 sottofamiglie nella quale è stata suddivisa la famiglia Asteraceae, mentre Millerieae è una delle 21 tribù della sottofamiglia. La tribù Millerieae a sua volta è suddivisa in 8 sottotribù (Milleriinae è una di queste)..

### Filogenesi
Questo gruppo inizialmente fu incluso nella tribù Heliantheae (Robinson, 1981) assieme ad altre 5 sottotribù e con una circoscrizione diversa di generi; solamente in seguito a studi di tipo filogenetico sul DNA la sottotribù venne descritta all'interno della tribù Millerieae. Critica è la posizione tassonomica di Guizotia, in precedenza era stato messo in diverse sottotribù (Coreopsidinae, Melampodiinae e Verbesininae).

Il numero cromosomico delle specie di questa sottotribù è varia:  2n = da 20 a 34.

### Composizione della sottotribù
La sottotribù Milleriinae comprende 11 generi e circa 80 specie.

| Genere                                   | N. specie | Distribuzione                                    |
| ---------------------------------------- | --------- | ------------------------------------------------ |
| Axiniphyllum Benth., 1872                | 5 spp.    | Messico                                          |
| Guizotia Cass., 1829                     | 6 spp.    | Africa orientale e India                         |
| Ichthyothere Mart., 1830                 | 20 spp.   | Panama e America del Sud (aree tropicali)        |
| Micractis DC., 1836                      | 4 spp.    | Africa orientale e Madagascar                    |
| Milleria L., 1753                        | 2 spp.    | Messico e America del Sud (parte settentrionale) |
| Rumfordia DC., 1836                      | 7/8 spp.  | Messico e Guatemala                              |
| Sigesbeckia L., 1753                     | 8 spp.    | Soprattutto nel Messico (zone pantropicali)      |
| Smallanthus Mack., 1933                  | 20 spp.   | Zone neotropicali                                |
| Stachycephalum Sch. Bip. ex Benth., 1872 | 3 spp.    | Messico, Ecuador e Argentina                     |
| Trigonospermum Less., 1832               | 4 spp.    | Messico e America centrale                       |
| Unxia L. f., 1781                        | 3 spp.    | Panama e America del Sud (parte settentrionale)  |

### Chiave per i generi
Per meglio comprendere ed individuare i vari generi della sottotribù l'elenco seguente utilizza il sistema delle chiavi analitiche:

- Gruppo 1A: i capolini contengono 1 - 3 fiori del raggio;

- Gruppo 2A: le squame dell'involucro con l'età diventano coriacee e l'involucro circonda strettamente gli acheni;

genere Milleria.
- Gruppo 2B:  le squame dell'involucro sono erbacee o scariose e non si modificano con l'età e neppure l'involucro circonda strettamente gli acheni;

genere Stachycephalum: i capolini contengono solamente un fiore del raggio.
genere Unxia: i capolini contengono più di un fiore del raggio.
- Gruppo 1B: i capolini contengono più di 3 fiori del raggio o fiori tubulosi periferici;

- Gruppo 3A: i fiori del raggio sono tubulosi; il ricettacolo è stipitato; le squame sono colorate di bianco o bianco sfumato con rosa;

genere Ichthyothere.
- Gruppo 3B: i fiori del raggio terminano con lobi da ridotti a sviluppati normalmente, ma non sono tubulosi; il ricettacolo non è stipitato; le squame non sono colorate di bianco o rosa;

- Gruppo 4A: le corolle dei fiori del disco sono tetramere e sono colorate di bianco;

genere Micractis.
- Gruppo 4B: le corolle dei fiori del disco sono pentamere e sono colorate di bianco, porpora o giallo;

- Gruppo 5A: i fiori del disco sono ermafroditi;

- Gruppo 6A: le squame più esterne dell'involucro sono ampie, con forme spiraleggianti o simili a un cappuccio, raramente sono lanceolate, erette e racchiudono le squame più interne;

genere Guizotia: sia le squame dell'involucro che le pagliette del ricettacolo sono striate di rossastro; le piante sono relative alle zone tropicali dell'Africa.
genere Rumfordia: sia le squame dell'involucro che le pagliette del ricettacolo sono colorate di verde opaco e non sono striate; le piante sono relative al Messico e al Guatemala.
- Gruppo 6B: le squame più esterne dell'involucro hanno una forma da lineare a spatolata, sono aperte verso l'esterno o riflesse; le squame interne non sono coperte da quelle più esterne;

genere Axiniphyllum: le pagliette del ricettacolo sono da 1,5 a 2 volte più lunghe dell'ovario, ma non ricoprono le corolle degli adiacenti fiori del disco; le foglie sono variamente lobate e sono glauche nella parte abassiale.
genere Sigesbeckia: le pagliette del ricettacolo sono lunghe come l'ovario, e ricoprono le corolle degli adiacenti fiori del disco; le foglie non sono lobate e non sono glauche nella parte abassiale.
- Gruppo 5B: i fiori del disco sono funzionalmente maschili;

- Gruppo 7A: le squame della serie più esterna dell'involucro hanno una forma da lineare a spatolata; sono patenti o riflesse;

genere Sigesbeckia.
- Gruppo 7B: le squame della serie più esterna dell'involucro sono ampiamente ovate, talvolta a forma di cappuccio, erette e racchiudono quelle più interne;

- Gruppo 8A: gli acheni hanno una forma obpiramidale con una sezione triangolare;

genere Trigonospermum.
- Gruppo 8B: gli acheni hanno una forma obcompressa, sono ampiamente biconvessi e hanno una sezione ovale;

genere Unxia: le squame esterne sono provviste di lunghi, biancastri tricomi sericei e con pagliette del ricettacolo lineari e vestigiali.
genere Smallanthus: le squame esterne sono prive di lunghi, biancastri tricomi sericei e le pagliette del ricettacolo sono da ovali a ovate.

## Alcune specie

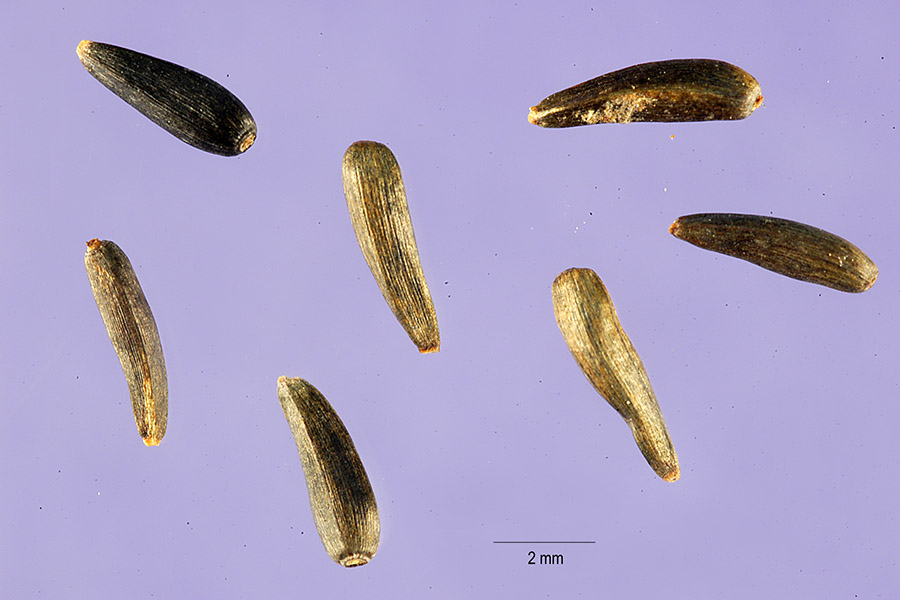
Guizotia abyssinica (I frutti acheni)
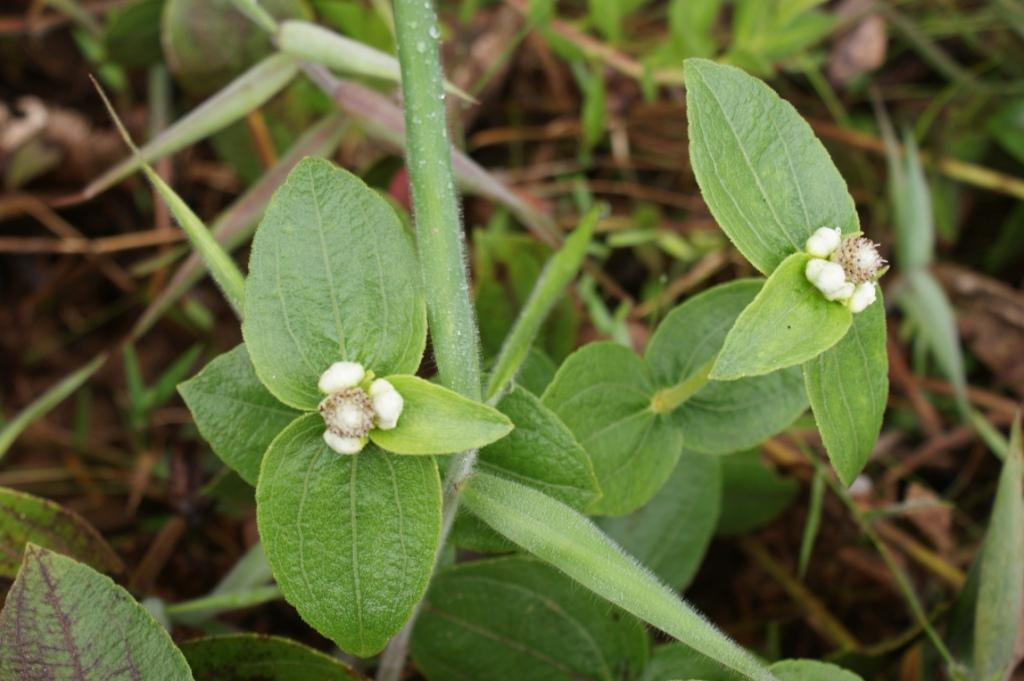
Ichthyothere elliptica
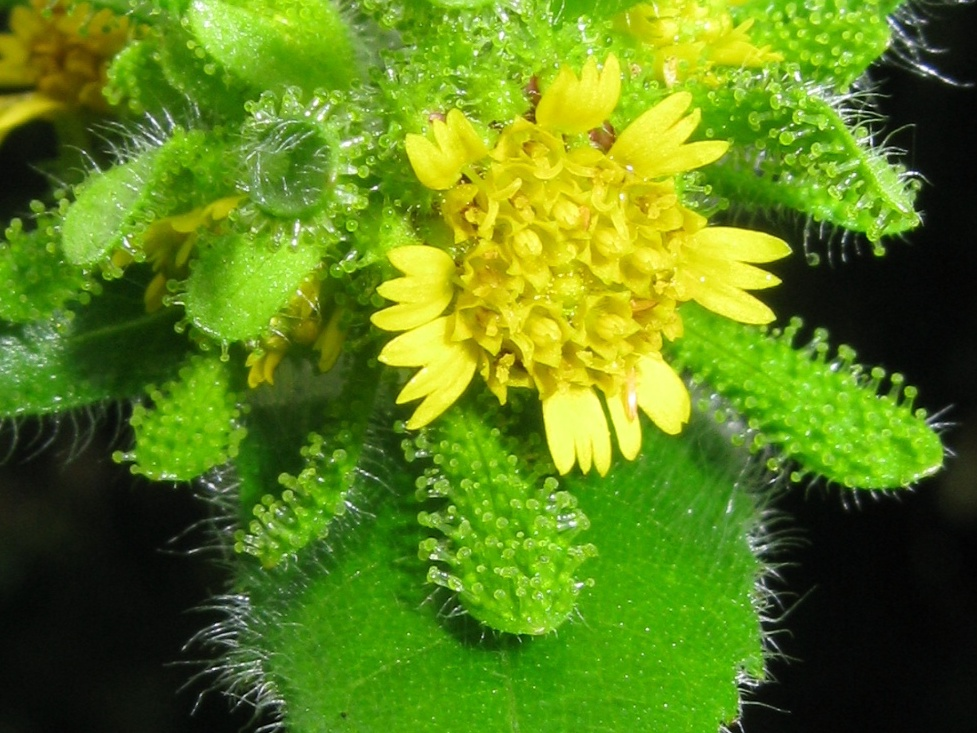
Sigesbeckia pubescens
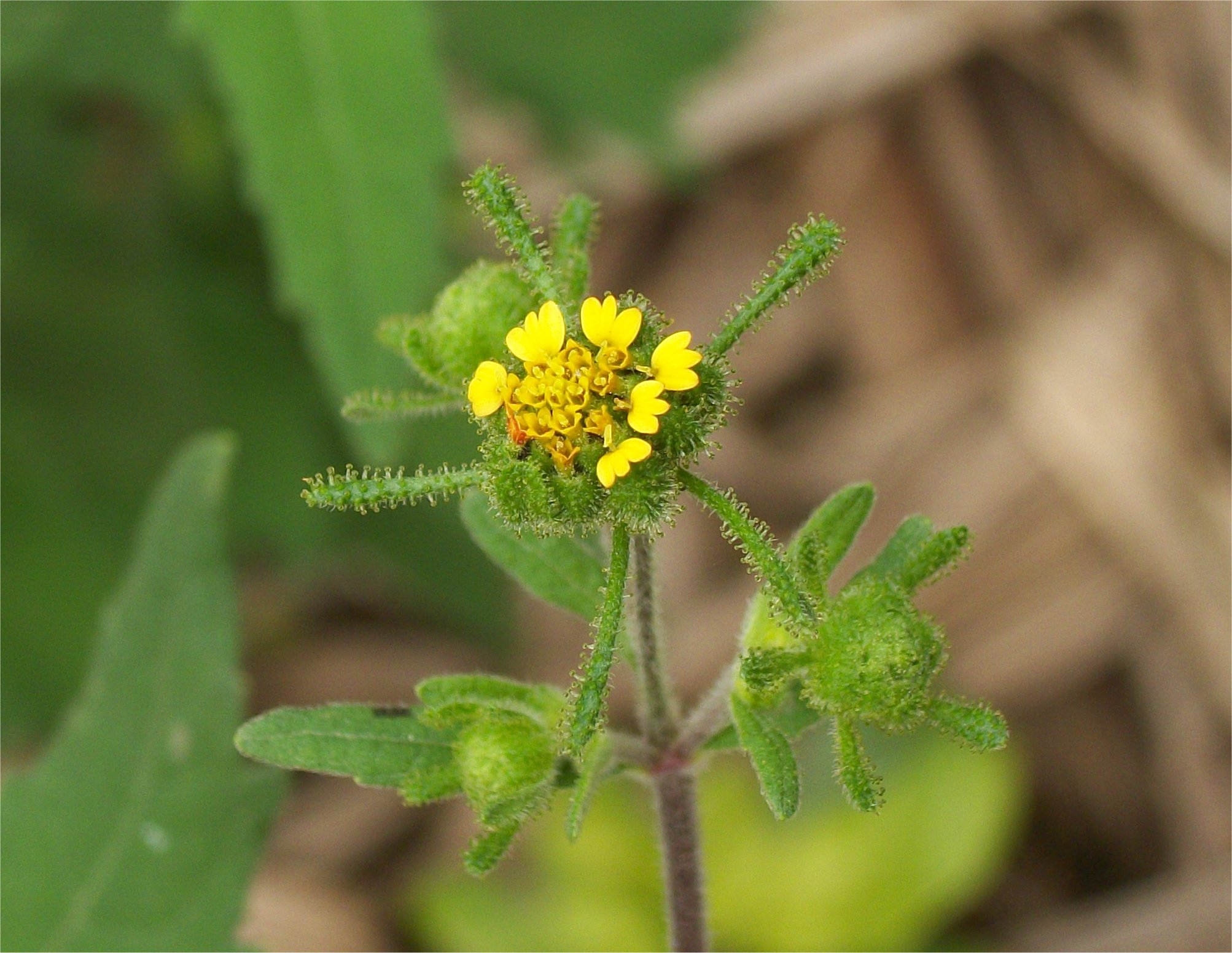
Sigesbeckia orientalis
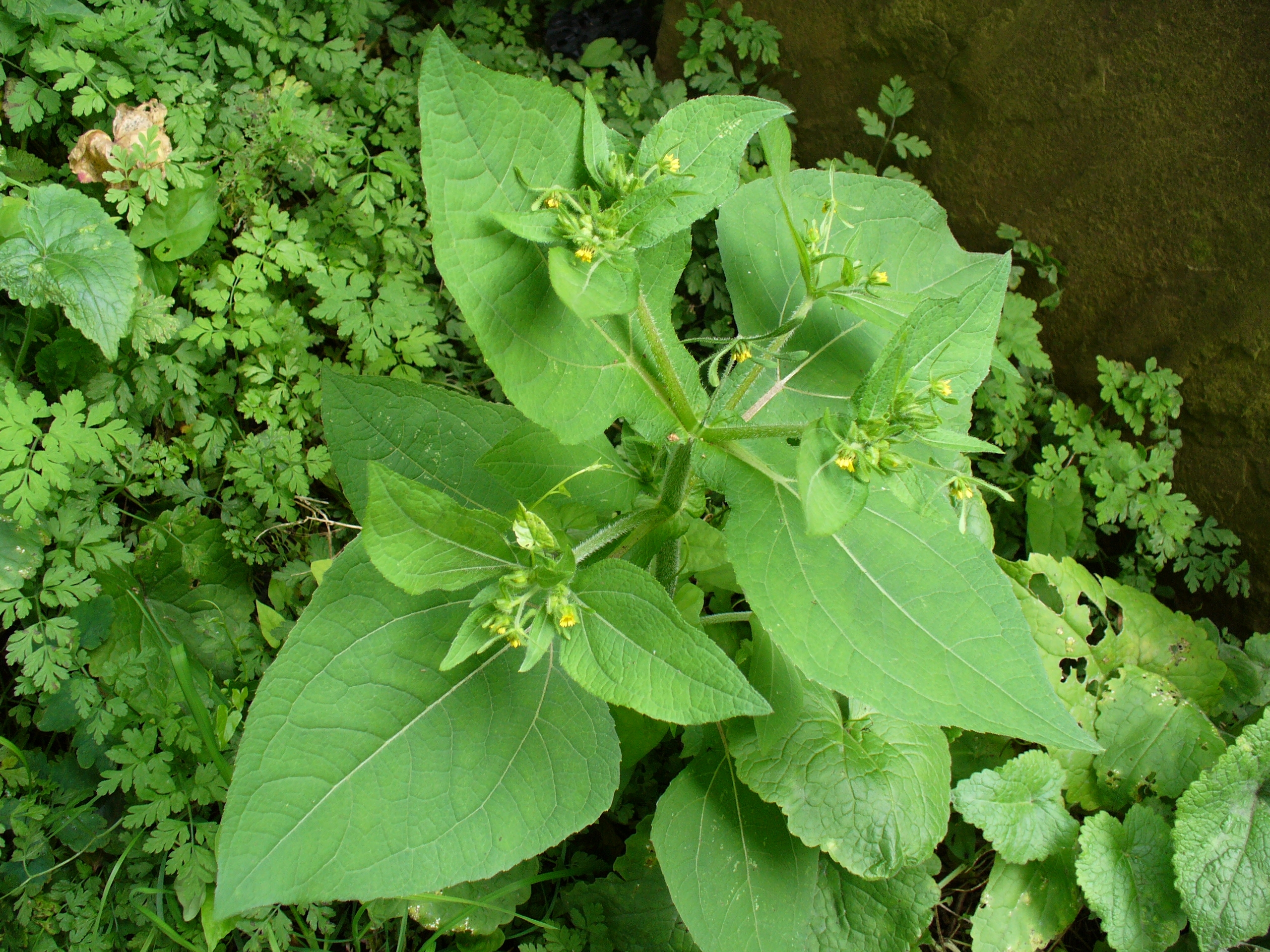
Sigesbeckia serrata
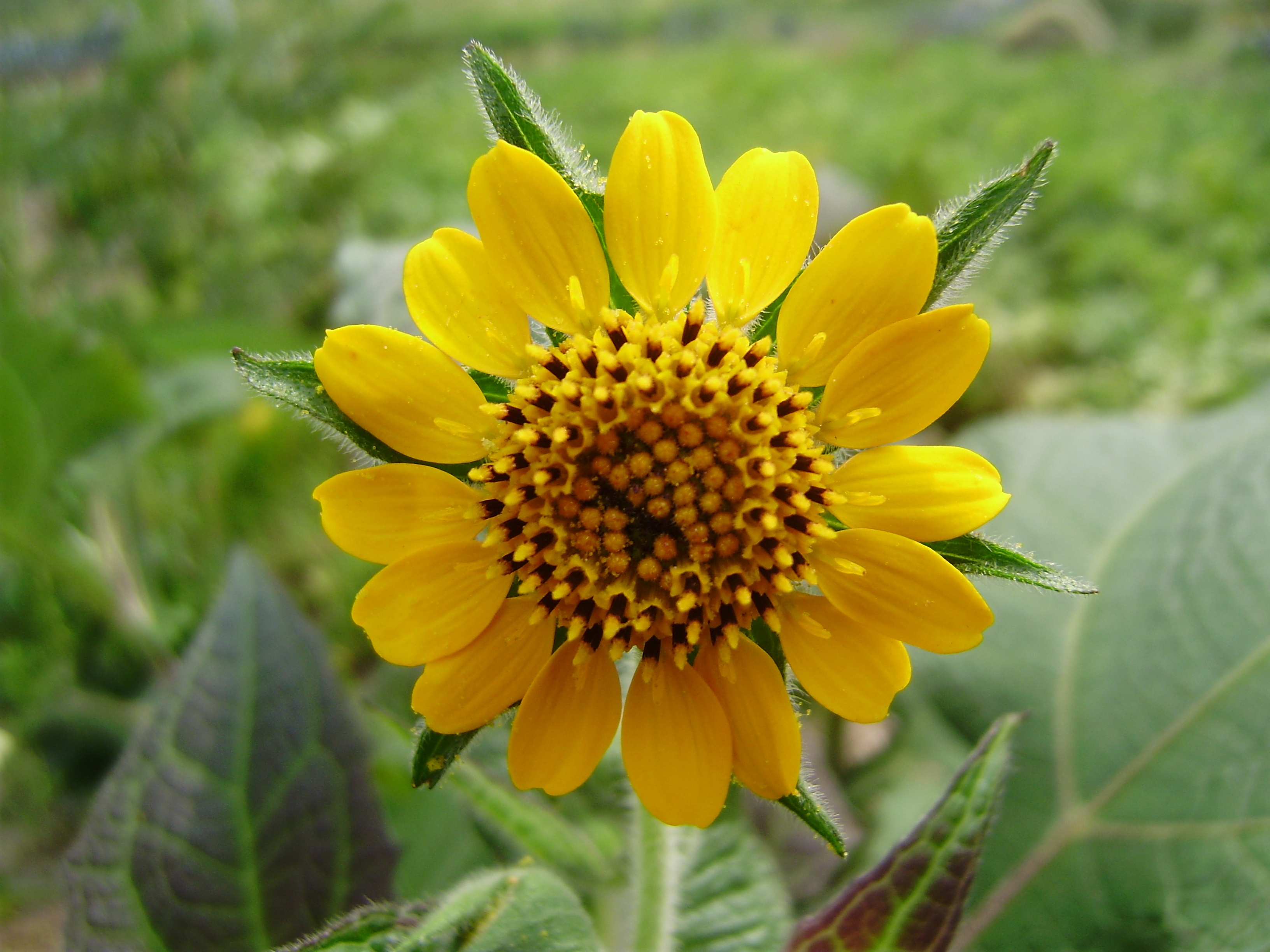
Smallanthus sonchifolius